# 스테이시 미스타이

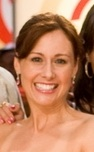

스테이시 미스타이(Stacie Mistysyn, 1971년 7월 23일 ~ )는 미국의 배우, 디스크 자키, 텔레비전 배우, 영화배우이다.
로스앤젤레스에서 태어났다.

## 영화
- 사랑의 광시곡 (1990년)
- 드그래시 하이 (1987년)